# Eliurus webbi
Eliurus webbi là một loài động vật có vú trong họ Nesomyidae, bộ Gặm nhấm. Loài này được Ellerman mô tả năm 1949.